# 체코어 위키백과
체코어 위키백과(체코어: Česká Wikipedie, Czech Wikipedia)는 체코어로 구성된 위키백과이다. 2002년 11월 14일부터 시작되었으며, 현재 등록된 문서의 개수는 2022년 2월 10일기준으로 497,366개이다. 기호는 cs이다.

## 역대 문서 개수
- 2003년 10월 20일 : 1,000개 돌파
- 2005년 6월 : 10,000개 돌파
- 2008년 6월 18일 : 100,000개 돌파
- 2011년 7월 6일 : 200,000개 돌파

## 같이 보기
- 슬로바키아어 위키백과